# Alvoco da Serra
Alvoco da Serra ist ein Ort und eine Gemeinde der Region Beira im nördlichen Landesinneren Portugals.

## Geografie und Verkehr
Der Ort liegt in den westlichen Ausläufern der Serra de Estrela am Ufer der Ribeira de Alvoco, auf halbem Weg zwischen Loriga und Unhais da Serra. Verkehrlich erschlossen wird er durch die Nationalstraße 231, die zur 27 km nördlich gelegenen Kreisstadt Seia führt.

## Geschichte
Römer siedelten hier, wie 1884 gefundene Münzen in der Gemeinde Aguincho belegen. Sie hinterließen zudem Brücken und eine erhalten gebliebene Römerstraße. Der heutige Ort entstand vermutlich im Zuge der Neubesiedlungspolitik während der Reconquista. Die erste dokumentierte Erwähnung Alvocos stammt aus den Listen der königlichen Erhebungen des Jahres 1220.
König D.Manuel I. gab dem Ort 1514 erste Stadtrechte und erhob ihn zur Kleinstadt (Vila). Alvoco da Serra wurde zeitgleich Sitz eines eigenen Kreises. Im Verlauf der Verwaltungsreformen nach der Liberalen Revolution 1822 und dem folgenden Miguelistenkrieg wurde der Kreis 1836 aufgelöst und Loriga angegliedert. Seit Auflösung des Kreises Loriga 1855 gehört Alvoco da Serra zum Kreis Seia.
1856 entstand in Alvoco eine erste Textilfabrik zur Wollverarbeitung, die nach ihrer Lage im hinteren (port.: Fundo) Ortsteil Fundeira genannt wurde. Mit der Engenho da Serra (1877) und der Fábrica do Meio (1879) entstanden danach zwei weitere Textilfabriken. 1928 erhielt die Gemeinde ein flächendeckendes Stromnetz und Telefonnetz. Im Verlauf des 20. Jahrhunderts erlebte die Gemeinde danach einen industriellen Niedergang, und die Fabriken wurden geschlossen.

## Sehenswürdigkeiten

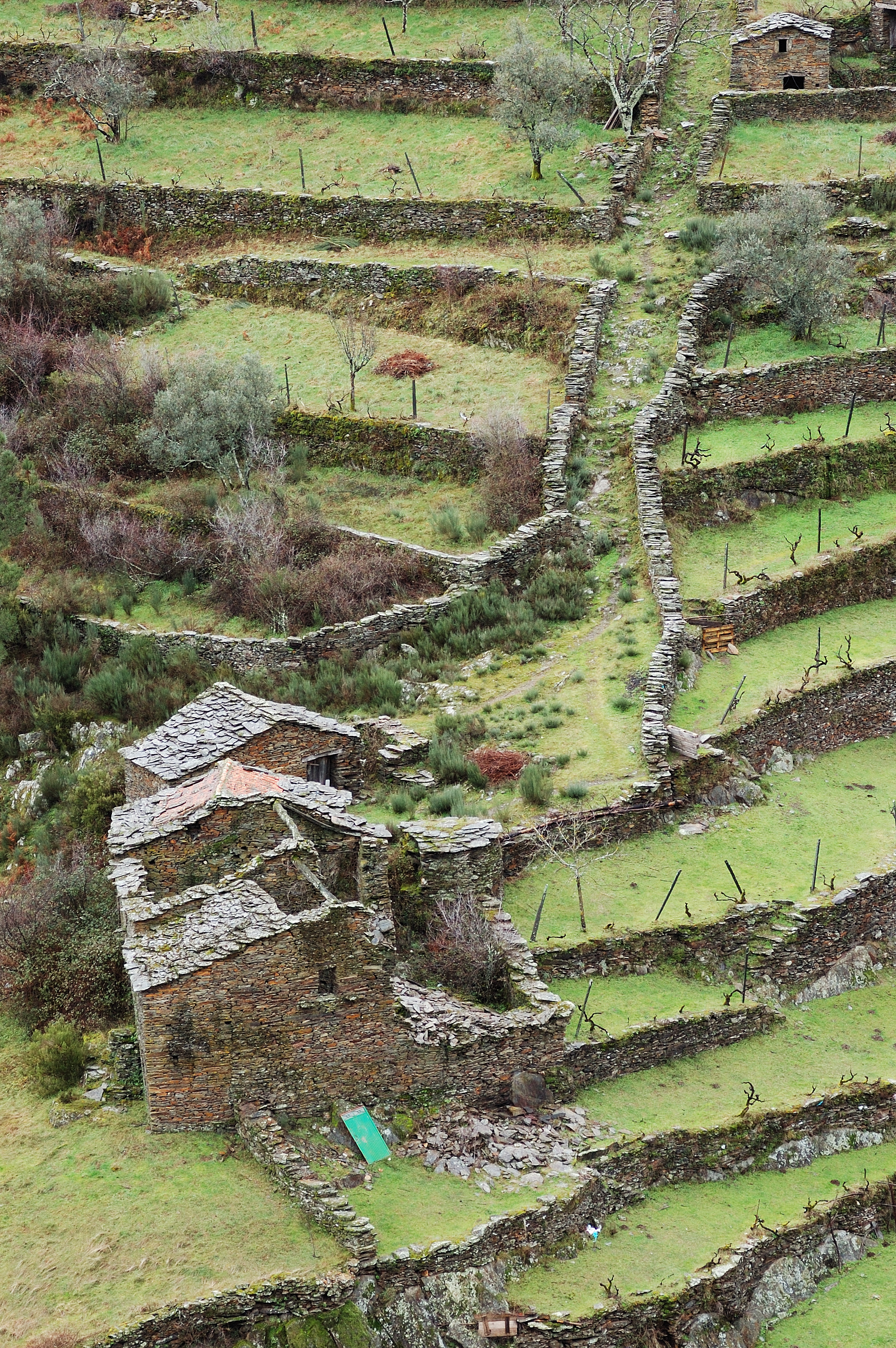
Frühere Bauernhäuser in Alvoco da Serra

Zu den Baudenkmälern der Gemeinde gehören eine römische Brücke, der 1918 errichtete Stadtbrunnen Fonte da Praça, und ein Turm aus dem 19. Jahrhundert am höchsten Punkt der Serra da Estrela, der von 1957 bis 2008 ein Gebäude des örtlichen Radarstützpunktes der Luftstreitkräfte Força Aérea Portuguesa war, und in dem heute eine Wache der Guarda Nacional Republicana, Ladenlokale und ein Besucherzentrum der Serra da Estrela untergebracht sind.
Auch eine Vielzahl Sakralbauten zählen zu den denkmalgeschützten Bauwerken in der Gemeinde, darunter die barocke Gemeindekirche Igreja Paroquial de Alvoco da Serra aus dem Jahr 1724, nach ihrer Schutzpatronin auch Igreja de Nossa Senhora do Rosário (dt.: Kirche Unserer Lieben Frau vom Rosenkranz).
Die Gemeinde liegt im Naturpark Parque Natural da Serra da Estrela (PNSE), Wanderwege sind angelegt.

## Verwaltung
Alvoco da Serra ist Sitz einer gleichnamigen Gemeinde (Freguesia) im Kreis (Concelho) von Seia, im Distrikt Guarda. Am 19. April 2021 hatte die Gemeinde 331 Einwohner auf einer Fläche von 37,6 km².
Folgende Orte liegen in der Gemeinde:
- Aguincho
- Alvoco da Serra (Verwaltungssitz)
- Outeiro da Vinha
- Vasco Esteves de Baixo
- Vasco Esteves de Cima

## Persönlichkeiten
Die Sprachwissenschaftlerin und Politikerin Sandra Brito Pereira wurde 1977 hier geboren. Sie gehört der Portugiesischen Kommunistischen Partei an und ist seit 2019 EU-Abgeordnete.